# Ballady (album Lady Pank)
Ballady – album kompilacyjny zespołu Lady Pank, wydany w 1995 roku.

## Lista utworów
1. „Mała wojna” (muz. J. Borysewicz; sł. Z. Hołdys) – 4:41
2. „Wciąż bardziej obcy” (muz. J. Borysewicz; sł. A. Mogielnicki) – 5:30
3. „Minus 10 w Rio” (muz. J. Borysewicz; sł. A. Mogielnicki) – 3:53
4. „Zostawcie Titanica” (muz. J. Borysewicz; sł. G. Ciechowski) – 4:47
5. „Nie omijaj mnie” (muz. J. Borysewicz; sł. J. Skubikowski) – 4:38
6. „Twój normalny stan” (muz. J. Borysewicz; sł. A. Mogielnicki) – 5:30
7. „To jest tylko rock and roll” (muz. J. Borysewicz; sł. A. Mogielnicki) – 3:40
8. „Czas na mały blues” (muz. J. Borysewicz; sł. A. Mogielnicki) – 4:20
9. „Zabić strach” (muz. J. Borysewicz; sł. B. Olewicz) – 4:30
10. „Zawsze tam, gdzie ty” (muz. J. Borysewicz; sł. J. Skubikowski) – 4:17